# Ottavio Bolognesi
Ottavio Bolognesi (Correggio, 1580 – Correggio, 18 aprile 1646) è stato un diplomatico italiano.
Prestò la sua opera a diversi signori, fra cui soprattutto i Da Correggio, gli Estensi e i Gonzaga, e fu tenuto in grande considerazione presso la Corte Imperiale, durante i regni di Mattia d'Asburgo, di Ferdinando II e di Ferdinando III. Lasciò un ricco e importante carteggio diplomatico.

## Biografia
Figlio del notaio Stefano Bolognesi, rappresentante di una famiglia di antica nobiltà, iniziò la sua carriera come segretario della comunità di Correggio. Esordì nel ruolo di diplomatico come inviato a Vienna su incarico di Siro, figlio illegittimo di Camillo conte di Correggio, che desiderava ottenere dall'imperatore l'investitura necessaria per la convalida delle proprie pretese su quel feudo in seguito alla morte del padre nel 1605. Molto apprezzato dall'imperatore Mattia d'Asburgo, così come dai suoi due successori, per le sue doti diplomatiche, abile poliglotta, Ottavio Bolognesi seguì gli spostamenti della Corte Imperiale a Praga, Ratisbona e Vienna. Grazie alla sua intensa attività presso la Corte cesarea e al versamento alle casse imperiali di 120.000 fiorini, presto ottenne per Siro l'investitura ufficiale nonché, nel 1615, l'ambìto titolo di Principe del Sacro Romano Impero, anche grazie all'aiuto dell'ambasciatore spagnolo Baldassarre Zuñiga e alle sue numerose frequentazioni, fra cui l'ambasciatore estense Fulvio Testi, di cui divenne amico. I suoi servigi vennero a questo punto richiesti anche dal principe della Mirandola, Alessandro Pico, per il quale ottenne il titolo ducale, e soprattutto dal Duca di Modena. Viaggiò quindi più volte fra l'Italia, Vienna e le varie sedi imperiali, scambiando un fitto epistolario con i Principi da lui rappresentati e con altri agenti diplomatici. 
A partire dal 1618 Ottavio Bolognesi si trovò a dover nuovamente tutelare Siro da Correggio da una serie di eventi che misero a rischio la sua signoria. Siro infatti, a seguito di uno scontro con l'Inquisizione per aver intralciato a Correggio nel 1617 l'operato di un inquisitore domenicano, Girolamo Zambeccari, e per averlo fatto bastonare, era stato tradotto in carcere a Milano; tra il 1618 e il 1619 Ottavio si recò quindi a Roma, ottenendo dal papa Paolo V la liberazione dell'imputato e il suo proscioglimento dalle accuse. Pochi anni dopo però, nel 1623, Siro fu accusato da Vienna di falsificazione di monete imperiali nella zecca di Correggio. Iniziò quindi un lungo processo e nel 1629, in occasione della discesa in Italia delle truppe imperiali per la guerra di successione di Mantova e del Monferrato, Sirò fuggì da Correggio occupata dagli Imperiali e gli fu intimato di pagare un'ammenda di 230.000 fiorini, pena la conferma della decadenza dal titolo su Correggio; anche in questa occasione il Bolognesi si adoperò a Vienna in difesa di Siro, su invito del duca di Modena Francesco I d'Este, per il quale era nel frattempo diventato ambasciatore residente: il Duca di Modena, infatti, da un lato temeva l'insediamento in Correggio di un personaggio di stretta fede imperiale e dall'altro progettava, nel caso che non fosse stato possibile salvare Siro, di richiedere per sé quel feudo. Nel 1631 lo stesso Bolognesi ebbe un ruolo diplomatico importante nell'applicazione del Trattato di Cherasco, che metteva fine alla guerra di successione di Mantova e del Monferrato.
Ormai vista definitivamente perduta la causa di Siro nel 1633, Ottavio proseguì la sua attività diplomatica a servizio del Duca di Modena e, fra gli altri, anche di Vittorio Amedeo I di Savoia, della Repubblica di Genova, del Duca di Parma, del Duca di Mirandola Alessandro Pico - impegnato in una difficile lotta di successione contro Ferdinando Gonzaga - e dei Principi di Novellara e Sabbioneta. Per Francesco I d'Este, in particolare, egli ottenne numerosi successi diplomatici: si possono citare il nulla-osta imperiale per la costruzione della Cittadella di Modena, il comando delle truppe imperiali per lo zio Borso d'Este e il cardinalato per Rinaldo d'Este. Nel frattempo, nel 1635, il Duca di Modena aveva ottenuto per sé l'investitura su Correggio e anche in questo caso il Bolognesi curò i suoi interessi nei confronti delle pretese ora avanzate da parte dello stesso Siro e del figlio di lui, Maurizio.
Ottavio Bolognesi rientrò in Italia soltanto nel 1645 e venne nominato consigliere di gabinetto dal duca Francesco. Morì improvvisamente a Correggio il 18 aprile del 1646, a quanto si racconta dopo aver accettato dalle mani di un frate un piatto di minestra rivelatosi poi avvelenato. I sospetti sul mandante dell'avvelenamento del Bolognesi parrebbero, secondo alcuni, portare allo stesso suo signore, il duca Francesco d'Este, che forse temeva che il diplomatico, una volta ritornato in patria, avrebbe potuto metterlo in difficoltà con inopportune rivelazioni sulla sua passata attività presso la corte viennese; per altri, si potrebbe pensare a una vendetta di Maurizio, figlio dello spodestato Siro di Correggio, o a una morte per cause naturali velata, solo in seguito, di sospetti di intrigo. Comunque sia, una sorte simile toccò quattro mesi più tardi al suo amico e collega più noto, Fulvio Testi, anch'egli al servizio di Francesco. 
I discendenti di Ottavio Bolognesi continuarono ad abitare le terre attorno a Correggio e in particolare l'antica corte detta di San Bernardino, presso Campagnola Emilia, e la famiglia si unì alla fine del Settecento con un'altra stirpe di vassalli mantovani, gli Augustoni.

## Il carteggio diplomatico
Le missive diplomatiche scritte da Ottavio Bolognesi sono, a quanto oggi è noto, più di 2.000 e coprono il periodo fra il 1629 e il 1645. Attualmente si trovano disperse soprattutto fra gli Archivi di Stato di Modena, Mantova, Torino (770 lettere), e la Biblioteca Nazionale di Firenze (200 lettere), senza considerare gli Archivi locali, come quelli di Novellara e di Correggio, e numerose altre missive presenti negli Archivi di tutta Europa. Circa 300 scritti sono indirizzati all'amico e collega Fulvio Testi.